# رياتشاو دو باكامارتي
رياتشاو دو باكامارتي بلدية في ولاية بارايبا في المنطقة الشمالية الشرقية من البرازيل.